# BKK Schott-Rohrglas
Die BKK Schott-Rohrglas war bis zum 31. Dezember 2011 Teil der Gesetzlichen Krankenversicherung aus der Gruppe der Betriebskrankenkassen. Sie hatte ihren Sitz in der bayerischen Stadt Mitterteich und agierte ausschließlich in Bayern.

## Geschichte
Die BKK Schott-Rohrglas ist 1884 errichtet worden, als Krankenkasse der Tafel-Salin- und Spiegelglasfabriken. Bis Ende 2005 war sie als betriebsbezogene BKK für die Mitarbeiter der Schott-Rohrglas GmbH konzipiert. 2006 wurde die Krankenkasse für alle gesetzlich Krankenversicherten die in Bayern wohnen oder arbeiten geöffnet.
Am 1. Januar 2012 wurde sie durch Fusion in die BKK A.T.U eingegliedert.